# Yael Hersonski

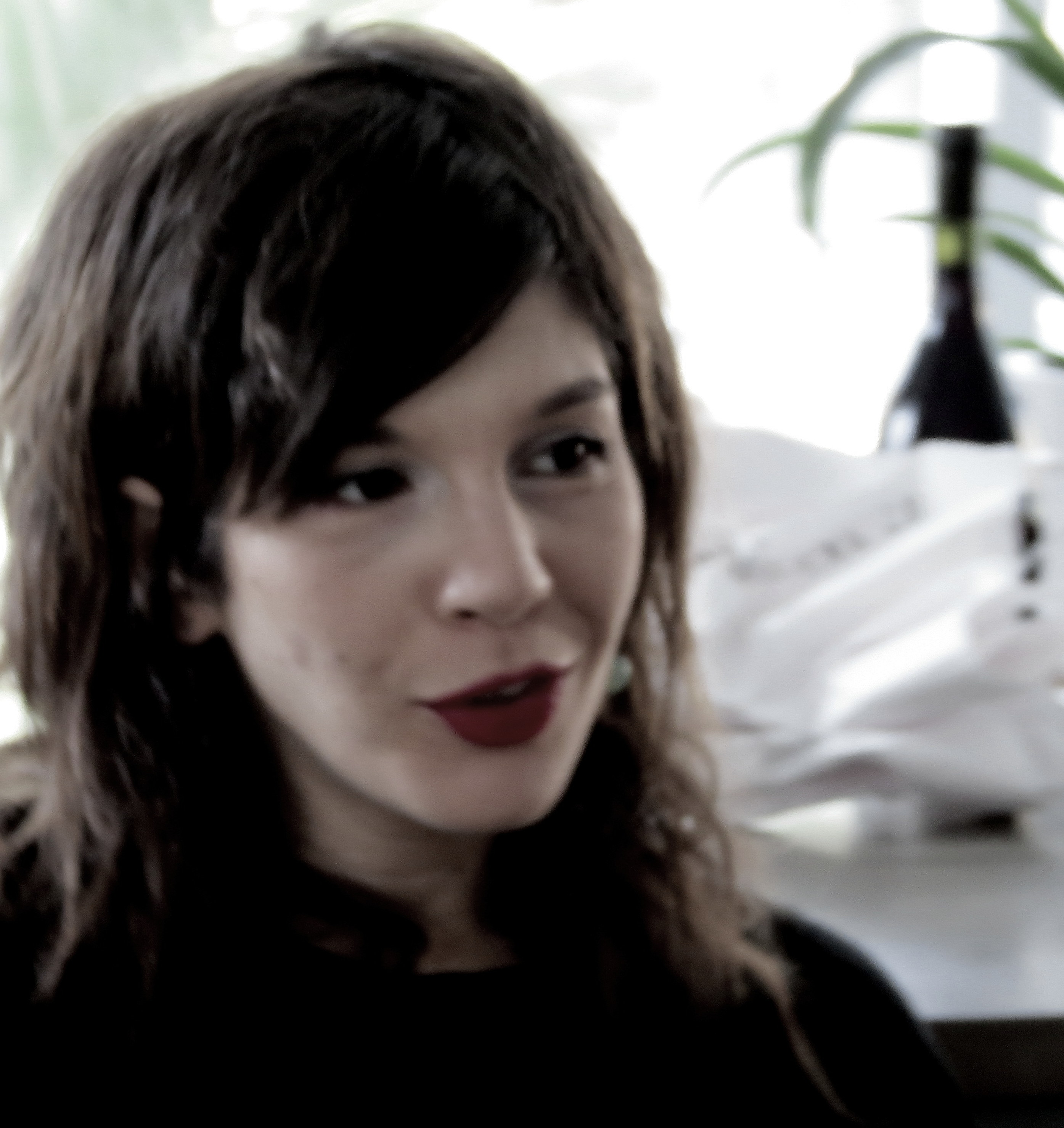
Yael Hersonski

Yael Hersonski (hebräisch יעל חֶרסוֹנסקי; geboren 1976 in Israel) ist eine israelische Filmregisseurin.

## Leben
Yael Hersonski studierte von 1996 bis 1998 Philosophie in Tel Aviv. Danach studierte sie bis 2003 an der Sam Spiegel Film & Television School in Jerusalem. Seither arbeitet sie als freischaffende Filmregisseurin, Filmeditorin und Fernsehredakteurin.

## Leistungen
Yael Hersonski wurde bekannt mit ihrem deutsch-israelischen Dokumentarfilm Geheimsache Ghettofilm (Originaltitel: „Shtikat Haarchion“, englisch: „A Film Unfinished“), den sie 2009 nach umfangreichen Recherchen drehte. Angeregt durch einen Besuch der Gedenkstätte Yad Vashem und durch ihre Großmutter Miriam Lipinski (geboren als Kristina Mendelsohn 1918 in Warschau, gestorben 2005 in Israel), die das Warschauer Ghetto, Gestapohaft und das KZ Ravensbrück mit gefälschten Papieren überlebt hatte, verwandte sie für ihren Film bis dahin unveröffentlichte Filmszenen eines unvollendeten deutschen Propagandafilms. Dieser Film war 1942 im Warschauer Ghetto kurz vor der Deportation der Ghettobewohner und ihrer Ermordung gedreht worden. Hersonski zeigte in ihrem Film die Propagandamuster und Fälschungen der Goebbels-Propagandisten. Sie stieß eine Debatte über die Authentizität von Propagandafilmen der Nationalsozialisten und ihre Verwendbarkeit an. 2016 war sie für den Schnitt des Films Laavor et Hakir verantwortlich.

## Werke
- Geheimsache Ghettofilm. Schauspieler: Alexander Beyer, Rüdiger Vogler, Hanna Avrutzki, 2009.
- Screenz. Fernsehserie, ab 2007.
- Ha-Agam. Kurzfilm, 2009.